# 唐代政治史述論稿
《唐代政治史述論稿》是著名的歷史學家、國學大師陳寅恪所著的旨在論述唐代政治史的史學名著。

## 內容
《唐代政治史述論稿》完成於 1942 年，全書分為三個部分，以民族與文化為主軸，層層相因，環環相扣。書中提出了“關隴集團”、“關中本位政策”等觀點，在國內外影響極大。
《統治階級之氏族及其升降》以“關中本位政策”的存滅為其線索來考察唐代政治的興衰。陳寅恪認為，“關中本位政策”形成于宇文泰主政時期。宇文泰割據關隴，所憑藉的物質與精神均不如高齊與蕭梁，“故必別覓一途徑，融合其所割據關隴區域內之鮮卑六鎮民族，及其他胡漢土著之人為一不可分離之集團，匪獨物質上應處同一利害之環境，即精神上亦必具同出一淵源之信仰，同受一文化之熏習，始能內安反側，外禦強鄰。”該政策的具體表現為：一是歧視山東人，把西遷的有功漢將之山東郡望改為關內郡望，其中重點考證了李唐男性世系，以此作為典型代表；二是實行府兵制，府兵制至唐初發展到極盛。“李唐皇室者唐代三百年統治之中心也，自高祖、太宗創業至高宗統禦之前期，其將相文武大臣大抵承西魏、北周及隋以來三世業，即宇文泰‘關中本位政策’下所結集團體之後裔也。”武則天主政以後“逐漸破壞傳統之‘關中本位政策’，以遂其創業垂統之野心”。其辦法是大興科舉之進士科。“武后柄政，大崇文章，破格用人”。山東、江左人氏“得以上升朝列”。“而西魏、北周、楊隋及唐初將相舊家之政權尊位遂不得不為此新興階級攘奪替代。” “迄至唐玄宗之世，（關中本位政策）遂完全破壞無遺。”
安史亂後，形成三大勢力：一是外廷之士大夫，多由科舉入仕，擅文辭，不喜軍事；二是宮內閹寺，擁蔽皇室，與士大夫對抗；三是藩鎮，與中央對抗。後兩個勢力同“民族與文化”關係密切。閹寺多來自蠻夷地區，為漢化不深之蠻族或蠻夷化之漢人。藩鎮的民族關係“本是胡族”或“雖為漢族……漸染胡化”。書中詳細考證了河北地區由漢化甚高之區域轉為胡化的原因。認為原因有三：一是隋末喪亂，胡族東遷；二是東突厥敗亡，部分胡族東徙；三是東突厥復興，必有胡族東奔。
陳寅恪在篇末總結說：“舉凡進士科舉之崇重，府兵之廢除，以及宦官之專擅朝政，藩將即胡化武人之割據方隅，其事俱成于玄宗之世。斯實宇文泰所創建之關隴集團完全崩潰及唐代統治階級轉移升降及在此時之徵象。是以論唐史者必以玄宗之朝為時代劃分界線”。
《政治革命及黨派分野》中的政治革命是指中央或地方若干勢力的奪權鬥爭。陳寅恪具體論證了中央政治革命成敗的關鍵在宮城北門（玄武門）的軍事勝負。安史亂後，中央政局更不穩定，其中皇位繼承不固定，為一大原因。書中曆述從太宗立嗣至德、順朝都是如此，特別是代宗以後，閹寺掌握了皇帝的廢立之權，皇帝成為其傀儡工具。 
關於黨派分野，主要論述了牛李党爭以及士大夫與閹寺的關係。陳寅恪認為黨爭的焦點是對科舉的態度。牛党重進士科舉，李黨重門第明經。進一步指出：“牛李兩黨之對立，其根本在兩晉、北朝以來山東士族與唐高宗、武則天之後有進士詞科進用之新興階級兩者互不相容”。牛党、李黨勢力之消長均與內廷之閹寺有關。陳寅恪概述如下：“就牛李党人在唐代政治史之進退歷程言之，兩黨雖俱有悠久之歷史社會背景，但其表面形式化則在憲宗之世。此後紛亂鬥爭，愈久愈烈。至文宗朝為兩黨參錯並進，競逐最劇之時。武宗朝為李黨全盛時期，宣宗朝為牛黨全盛時期，宣宗以後士大夫朋黨似已漸次消泯，無複前此兩黨對立，生死搏鬥之跡象。此讀史者所習知也。然試一求問此兩黨競爭之歷程何以呈如是之情狀者，則自來史家鮮有解答。鄙意外朝士大夫朋黨之動態即內廷閹寺黨派之反影。內廷閹寺為主動，外朝士大夫為被動。閹寺為兩派同時並進，或某一時甲黨進而乙黨退，或某一時乙黨進而甲黨退。迄至後來內廷之閹寺‘合為一片’全體對外之時，則內廷閹寺與外廷士大夫成為生死不兩立之仇敵集團，終於事勢既窮，乞援外力，遂同受別一武裝社會階級之宰割矣。”最後以文宗朝李訓、鄭注及宣宗的韋澳、崔胤與宦官鬥爭等舊事來闡釋二者關係的變遷歷程。
《外族盛衰之連環性及外患與內政之關係》通過對唐代中央王朝與周邊少數民族政權的興衰關係的考察總結出有規律性的認識。陳寅恪認為，“觀察唐代中國與某甲外族之關係，其範圍不可限於某甲外族，必通覽諸外族相互之關係，然後三百年間中國與四夷更迭盛衰之故，始得明瞭，時當唐室對外之措施亦可略知其意。蓋中國與其所接觸諸外族之盛衰興廢，常為多數外族間之連環性，而非中國與某甲外族之單獨性也。”先後列舉唐與突厥、回紇、吐蕃、高麗、南詔之間的盛衰關係予以闡釋。對於外患與內政關係，作者從府兵制、財經與人民的經濟關係略作論述。最後引宋子京（祁）之語“唐亡于黃巢，而禍基於桂林”來作為結論。

## 目錄
自序
上篇 統治階級之氏族及其升降
中篇 政治革命及黨派分野
下篇 外族盛衰之連環性及外患與內政之關係

## 評價
顧頡剛認為「隋唐五代史的研究亦以陳寅恪先生的貢獻為最大，他撰有《隋唐制度淵源略論稿》一冊，《唐代政治史述論稿》一冊。二書對於唐代政治的來源及其演變均有獨到的見解，為近年史學上的兩本巨著。」
當代學者指出：「中國學者關於唐代的斷代史專著出現稍晚，20世紀40年代才由陳寅恪的兩部名著《隋唐制度淵源略論稿》和《唐代政治史述論稿》奠基，卻因此一開始就起點很高。」